# 斯波巷

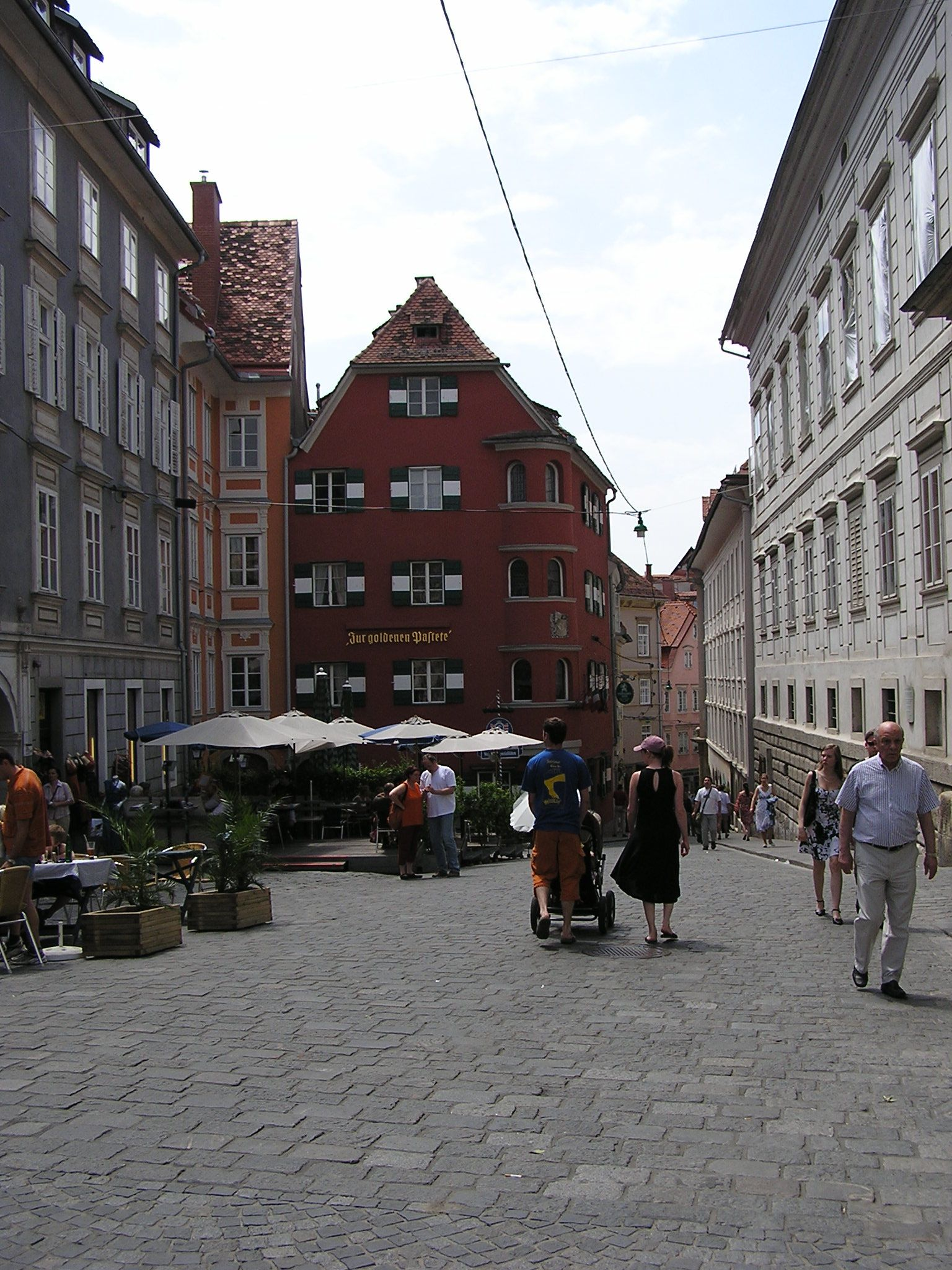

斯波巷（Sporgasse）是奥地利格拉茨内城城堡山下的一条街道，现在是繁忙的步行购物街，沿街为各个时期的历史建筑，尤其是巴洛克建筑。

## 历史
这条街比格拉茨更为古老。在罗马时期，已经存在“匈牙利路”（Strata hungarica），通往 Savaria（今匈牙利的松博特海伊）。其名称源自于中世纪。1346年已命名为Sporergasse，在1600年之前缩短为现在的名字。